# Dagny Juel-Przybyszewska
Dagny Juel-Przybyszewska (Kongsvinger, 8 de junho de 1867 — Tbilisi, 5 de junho de 1901) foi uma escritora norueguesa, conhecida pelas ligações com vários artistas proeminentes da época e pela circunstância dramática de sua morte.